# Lacoste
Lacoste S.A. là một công ty của Pháp, được thành lập vào năm 1933 bởi vận động viên quần vợt René Lacoste, và doanh nhân André Gillier. Họ bán quần áo, giày dép, đồ thể thao, kính mắt, đồ da, nước hoa, khăn và đồng hồ. Công ty có thể được nhận biết bằng logo cá sấu màu xanh lá cây. René Lacoste, người sáng lập công ty, lần đầu tiên được báo chí Mỹ đặt cho biệt danh "Cá sấu" sau khi ông đặt cược cho đội trưởng của mình một chiếc vali da cá sấu rằng ông sẽ thắng trận đấu của mình. Sau đó, anh ấy được người hâm mộ Pháp gọi là "Cá sấu" vì sự bền bỉ của anh ấy trên sân quần vợt. Vào tháng 11 năm 2012, Lacoste đã được mua hoàn toàn bởi tập đoàn gia đình Thụy Sĩ Maus Frères.

## Lịch sử
René Lacoste thành lập La Chemise Lacoste vào năm 1933 cùng với André Gillier, chủ sở hữu và chủ tịch của công ty sản xuất hàng dệt kim lớn nhất của Pháp vào thời điểm đó. Họ bắt đầu sản xuất chiếc áo quần vợt mang tính cách mạng mà Lacoste đã thiết kế và mặc trên sân quần vợt với logo cá sấu thêu trên ngực. Công ty tuyên bố đây là ví dụ đầu tiên về tên thương hiệu xuất hiện bên ngoài một sản phẩm quần áo. Bắt đầu từ những năm 1950, Izod sản xuất quần áo được gọi là Izod Lacoste theo giấy phép bán ở Hoa Kỳ. Mối quan hệ hợp tác này kết thúc vào năm 1993 khi Lacoste giành lại độc quyền phân phối áo sơ mi dưới nhãn hiệu riêng của mình tại Hoa Kỳ. Năm 1977, Le Tigre Clothing được thành lập với nỗ lực cạnh tranh trực tiếp với Lacoste tại thị trường Hoa Kỳ, bán một loại quần áo tương tự, nhưng có hình con hổ thay cho con cá sấu đặc trưng của Lacoste.
Gần đây, sự nổi tiếng của Lacoste đã tăng lên nhờ công việc của nhà thiết kế người Pháp Christophe Lemaire nhằm tạo ra một kiểu dáng hiện đại, cao cấp hơn. Năm 2005, gần 50 triệu sản phẩm Lacoste được bán tại hơn 110 quốc gia. Khả năng hiển thị của nó đã tăng lên do các hợp đồng giữa Lacoste và một số vận động viên quần vợt, bao gồm cựu vận động viên quần vợt người Mỹ Andy Roddick và John Isner, cựu vận động viên người Pháp Richard Gasquet và vận động viên Thụy Sĩ giành huy chương vàng Olympic Stanislas Wawrinka. Lacoste cũng đã bắt đầu tăng cường sự hiện diện của mình trong thế giới golf, nơi ghi nhận hai lần vô địch Masters Tournament José María Olazábal và tay golf người Scotland Colin Montgomerie mặc áo Lacoste trong các giải đấu.
Bernard Lacoste lâm bệnh nặng vào đầu năm 2005, điều này khiến ông phải chuyển giao chức vụ chủ tịch Lacoste cho em trai và cũng là người cộng tác thân cận nhất trong nhiều năm, Michel Lacoste. Bernard qua đời tại Paris vào ngày 21 tháng 3 năm 2006.
Lacoste cấp phép nhãn hiệu của mình cho các công ty khác nhau. Cho đến gần đây, Devanlay sở hữu giấy phép quần áo độc quyền trên toàn thế giới, mặc dù ngày nay Áo thun Lacoste Polo cũng được sản xuất theo giấy phép ở Thái Lan bởi ICC và cả ở Trung Quốc. Tập đoàn Pentland có giấy phép độc quyền trên toàn thế giới để sản xuất giày dép Lacoste, Coty Inc. sở hữu giấy phép độc quyền trên toàn thế giới để sản xuất nước hoa và CEMALAC có giấy phép sản xuất túi Lacoste và đồ da nhỏ.
Tháng 6 năm 2007, Lacoste giới thiệu trang thương mại điện tử của họ cho thị trường Mỹ. Năm 2009, Hayden Christensen trở thành gương mặt đại diện cho nước hoa Challenge dành cho nam giới. Vào tháng 9 năm 2010, Christophe Lemaire từ chức và Felipe Oliveira Baptista kế nhiệm ông làm giám đốc sáng tạo của Lacoste.
René Lacoste Foundation là một chương trình cộng đồng được phát triển nhằm giúp trẻ em có thể chơi thể thao trong trường học. Vào tháng 3 năm 2016, công ty đã mở một cửa hàng hàng đầu mới trên Phố Thời trang ở Budapest.
Năm 2017, vận động viên quần vợt Novak Djokovic được chọn làm đại sứ thương hiệu và là "con cá sấu mới" (bên cạnh Rene Lacoste) cho Lacoste. Nghĩa vụ này bao gồm hợp đồng 5 năm cũng như xuất hiện nhiều lần trong các chiến dịch quảng cáo và đã được gia hạn thêm 3 năm.
Vào tháng 9 năm 2019, Lacoste đã bổ nhiệm ca sĩ/diễn viên Trung Quốc Z.Tao làm người phát ngôn thương hiệu của họ cho Châu Á Thái Bình Dương như nỗ lực đầu tiên của thương hiệu trong việc bổ nhiệm ai đó cho khu vực. Vào năm 2017, 2018 và 2019, Lacoste đã hợp tác với Supreme để phát hành bộ sưu tập quần áo đồng thương hiệu.
Năm 2018, Louise Trotter được bổ nhiệm làm giám đốc sáng tạo của Lacoste. Vào tháng 1 năm 2023, bà rời vị trí của mình sau nhiệm kỳ 4 năm.
Vào cuối năm 2022, Lacoste đã ký thỏa thuận cấp phép 15 năm trên toàn thế giới với Interparfums và ra mắt dòng nước hoa mới vào năm 2024, sau khi kết thúc mối quan hệ trước đó với Coty Inc.

## Quản lý thương hiệu
Vào đầu những năm 1950, Bernard Lacoste hợp tác với David Crystal, người lúc đó sở hữu Izod, để sản xuất quần áo Izod Lacoste. Trong những năm 1970 và 1980, nó cực kỳ phổ biến với thanh thiếu niên, những người gọi những chiếc áo sơ mi đơn giản là Izod. Trong khi liên minh vừa mang lại lợi nhuận vừa được nhiều người biết đến, công ty mẹ của Izod Lacoste (Crystal Brands, Inc.) lại phải gánh khoản nợ từ các dự án kinh doanh khác. Khi nỗ lực tách Izod và Lacoste để tạo doanh thu không giảm được nợ, Crystal đã bán lại một nửa Lacoste của mình cho người Pháp và Izod được bán cho Van Heusen.
Tuy nhiên, bắt đầu từ năm 2000, với việc thuê một nhà thiết kế thời trang mới Christophe Lemaire, Lacoste bắt đầu nắm quyền kiểm soát tên thương hiệu và logo của mình, kiểm soát các thỏa thuận xây dựng thương hiệu của họ. Hiện tại, Lacoste một lần nữa đã trở lại vị thế ưu tú mà nó nắm giữ trước cuộc khủng hoảng quản lý thương hiệu vào khoảng năm 1990.
Lacoste đã tham gia vào một cuộc tranh chấp lâu dài về logo của mình với công ty đồ thể thao có trụ sở tại Hồng Kông Crocodile Garments. Vào thời điểm đó, Lacoste sử dụng logo cá sấu hướng về bên phải (đăng ký tại Pháp năm 1933) trong khi Crocodile sử dụng logo hướng về bên trái (đăng ký tại nhiều quốc gia châu Á vào những năm 1940 và 1950). Lacoste đã cố gắng chặn đơn đăng ký logo của mình tại Trung Quốc từ Crocodile trong những năm 1990, tranh chấp kết thúc bằng một dàn xếp. Là một phần của thỏa thuận, Crocodile đã đồng ý thay đổi logo của mình, giờ đây logo này có lớp da vảy hơn, mắt to hơn và đuôi dựng đứng.

## Tài trợ

### Quần vợt

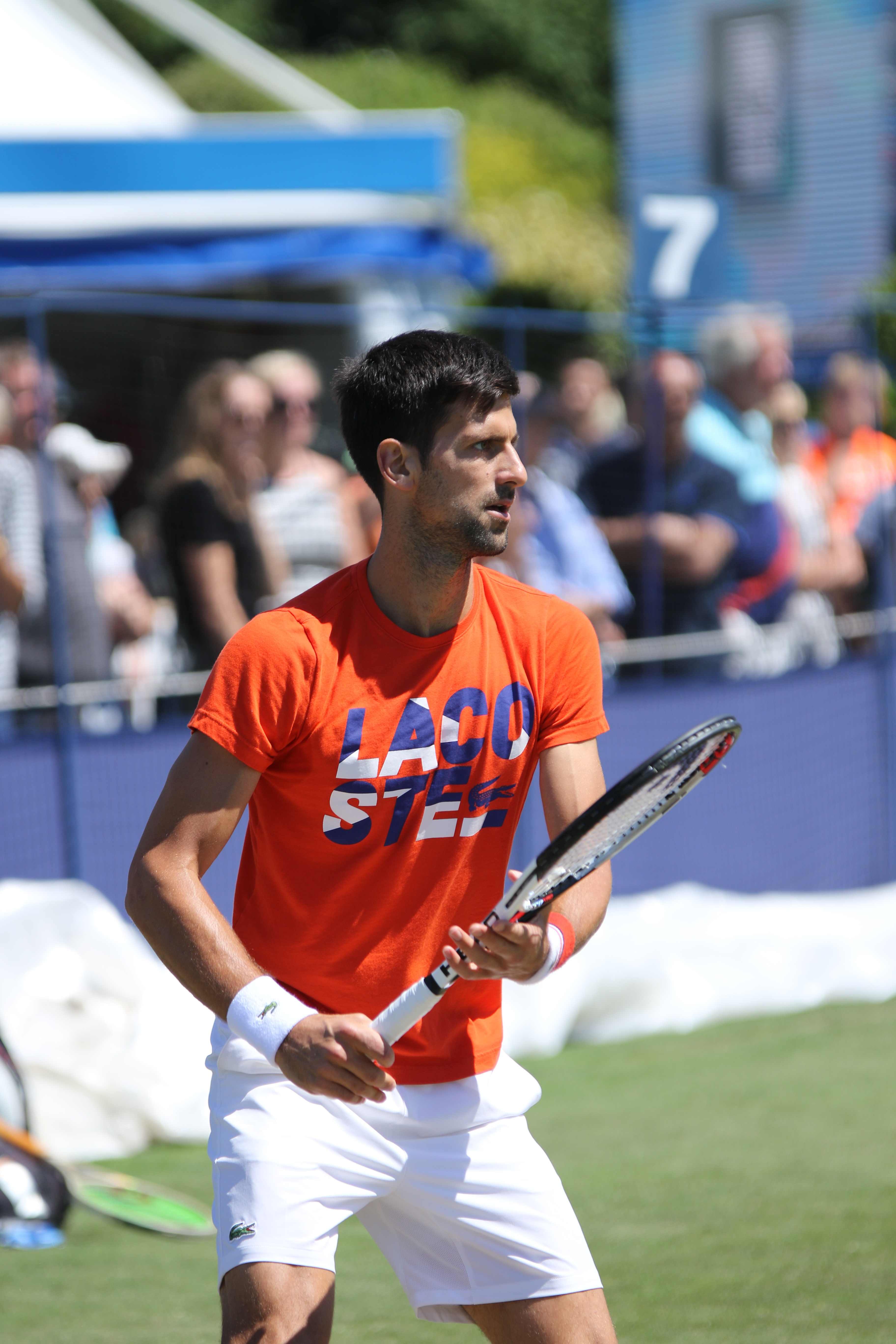
Siêu sao quần vợt Novak Djokovic, người đã giành được nhiều danh hiệu lớn nhất so với bất kỳ người chơi nào dưới thời Lacoste

#### Hiệp hội và sự kiện
- Roland-Garros
- Miami Open

#### Vận động viên chuyên nghiệp
- Samantha Stosur (đến 2012)
- Marc Polmans
- Pablo Andujar
- Roberto Bautista Agut
- Guillermo Garcia Lopez
- Albert Ramos-Viñolas
- Anett Kontaveit
- Julien Benneteau
- Jérémy Chardy
- Alizé Cornet (đến 2018)
- Fiona Ferro
- Pierre-Hugues Herbert
- Ugo Humbert
- Nicolas Mahut
- Benoît Paire (đến 2021)
- Arthur Rinderknech
- Hyeon Chung
- Marius Copil
- Daniil Medvedev
- Anastasia Pavlyuchenkova
- Elena Vesnina (đến 2017)
- Novak Djokovic
- Filip Krajinović
- Jil Teichmann
- Latisha Chan
- Chan Hao-ching
- Pablo Cuevas
- Denis Kudla
- Christina McHale
- Bernarda Pera

#### Vận động viên đã giải nghệ
- Dominika Cibulková
- Kristie Ahn
- Martina Navratilova
- Andy Roddick

### Golf[22][23][24][25]
- Adri Arnaus
- Azahara Muños
- Céline Boutier
- Camille Chevalier
- Julien Guerrier
- Gregory Havret
- Benjamin Hébert
- Céline Herbin
- Raphael Jacquelin
- Robin Roussel
- Antoine Rozner

## Liên kết mở rộng
- Website chính thức